# Седлогръб тамарин
Седлогръб тамарин (Saguinus fuscicollis) е вид бозайник от семейство Остроноктести маймуни (Callitrichidae).

## Разпространение
Видът е разпространен в Боливия, Бразилия (Акри, Амазонас, Мато Гросо и Рондония), Еквадор, Колумбия и Перу.